# Percy Olivares
Percy Celso Olivares Polanco (ur. 5 czerwca 1968 w Limie) – peruwiański piłkarz występujący na pozycji obrońcy.

## Kariera klubowa
Olivares karierę rozpoczynał w 1986 roku w Sportingu Cristal. W sezonie 1988 zdobył z nim mistrzostwo Peru. W 1991 roku odszedł do kolumbijskiego Deportivo Cali. Występował tam do końca sezonu 1991. W 1992 roku został graczem niemieckiego 1. FC Nürnberg. W Bundeslidze zadebiutował 22 sierpnia 1992 w przegranym 0:3 meczu z VfB Stuttgart. 17 października 1992 w przegranym 1:2 spotkaniu z Eintrachtem Frankfurt strzelił pierwszego gola w Bundeslidze. W zespole z Norymbergi Olivares spędził sezon 1992/1993.
W 1993 roku przeszedł do hiszpańskiego CD Tenerife. W jego barwach przez dwa lata występował w Primera División. Następnie grał w argentyńskim Rosario Central oraz brazylijskim Fluminense FC, a w 1997 roku dołączył do meksykańskiego Cruz Azul. W tym samym roku zdobył z nim Puchar Meksyku. Po tym sukcesie Olivares wyjechał do Grecji, gdzie rozpoczął grę w barwach PAOK-u Saloniki. Po dwóch latach odszedł stamtąd do Panathinaikosu, z którym w sezonach 1999/2000 oraz 2000/2001 wywalczył wicemistrzostwo Grecji.
W 2001 roku Olivares wrócił do Peru, gdzie podpisał kontrakt z Universitario de Deportes. Po sezonie 2001 przeszedł do amerykańskiego Dallas Burn, gdzie również spędził jeden sezon. Następnie grał jeszcze w Sportingu Cristal oraz Alianzy Atlético, gdzie w 2005 roku zakończył karierę.

## Kariera reprezentacyjna
W reprezentacji Peru Olivares zadebiutował 19 czerwca 1987 w przegranym 1:3 meczu z Chile. W swojej karierze sześciokrotnie wziął udział w Copa América. Było to w latach 1987, 1989, 1991, 1993, 1995 oraz 1999. Jego najlepszym rezultatem w tym turnieju był ćwierćfinał osiągnięty w 1993 roku, a także w 1999 roku.
W latach 1987–2001 w drużynie narodowej Olivares rozegrał 83 spotkania i zdobył jedną bramkę.